# Kyle Singler
Kyle Edward Singler (Medford, 4 de maio de 1988) é um ex-jogador de basquetebol profissional, com passagens pelo Detroit Pistons e pelo Oklahoma City Thunder na NBA e pelo basquete espanhol.
Singler jogou basquetebol universitário pelo Duke Blue Devils, onde foi campeão da NCAA em 2010 e eleito o NCAA Final Four Most Outstanding Player. Foi selecionado pelo Detroit Pistons no Draft da NBA de 2011 na segunda rodada como a 33ª escolha geral. Em sua primeira temporada na NBA, foi nomeado para o segundo time do NBA All-Rookie Team.
Kyle se aposentou em 17 de outubro de 2019 aos 32 anos, devido a razões pessoais.

## Estatísticas na NBA

### Temporada regular
| Ano      | Equipe        | PJ  | PT  | MPJ  | AP   | 3P   | LL   | RT  | AS  | BR | TO | PPJ |
| -------- | ------------- | --- | --- | ---- | ---- | ---- | ---- | --- | --- | -- | -- | --- |
| 2012–13  | Detroit       | 82  | 74  | 28.0 | .428 | .350 | .806 | 4.0 | .9  | .7 | .5 | 8.8 |
| 2013–14  | Detroit       | 82  | 36  | 28.5 | .447 | .382 | .826 | 3.7 | .9  | .7 | .5 | 9.6 |
| 2014–15  | Detroit       | 54  | 40  | 23.8 | .400 | .406 | .806 | 2.6 | 1.2 | .6 | .3 | 7.1 |
| 2014–15  | Oklahoma City | 26  | 18  | 17.5 | .333 | .370 | .688 | 2.1 | .7  | .5 | .3 | 3.7 |
| 2015–16  | Oklahoma City | 77  | 9   | 14.9 | .389 | .309 | .659 | 2.1 | .4  | .4 | .1 | 3.4 |
| 2016–17  | Oklahoma City | 32  | 2   | 12.0 | .410 | .189 | .765 | 1.5 | .3  | .2 | .2 | 2.8 |
| 2017–18  | Oklahoma City | 12  | 0   | 4.9  | .333 | .400 | .538 | .8  | .2  | .1 | .0 | 1.9 |
| Carreira |               | 356 | 172 | 21.9 | .418 | .362 | .786 | 2.9 | .8  | .6 | .3 | 6.5 |

## Prêmios e homenagens
- NBA All-Rookie Team:
  - Segundo Time: 2012–13